# Harald Grønningen
Harald Grønningen (Lensvik, 1934. október 9. – Lensvik, 2016. augusztus 26.) kétszeres olimpiai bajnok norvég sífutó.

## Pályafutása
Az 1960-as Squaw Valley-i téli olimpián ezüstérmet szerzett 4 × 10 km-es váltóban. Az 1964-es innsbrucki téli olimpián ezüstérmet szerzett 15 km-es és 30 km-es sífutásban. Az 1968-as Grenoble-i téli olimpián aranyérmet nyert 15 km-es sífutásban és 4 × 10 km-es váltóban.
Az 1962-es zakopanei világbajnokságon ezüstérmes volt 15 km-es sífutásban, majd négy év múlva az oslói világbajnokságon aranyérmes lett 4 × 10 km-es váltóban.

## Sikerei, díjai
- Olimpiai játékok
  - aranyérmes (2): 1968, Grenoble – 15 km, 1968, Grenoble – 4 × 10 km, váltó
  - ezüstérmes (3): 1960, Squaw Valley – 4 × 10 km, váltó, 1964, Innsbruck – 15 km, 1964, Innsbruck – 30 km
- Világbajnokság
  - aranyérmes: 1966, Oslo – 4 × 10 km, váltó
  - ezüstérmes: 1962, Zakopane – 15 km